# Trojan-Tauranac Racing
 (avril 2021).
Si vous disposez d'ouvrages ou d'articles de référence ou si vous connaissez des sites web de qualité traitant du thème abordé ici, merci de compléter l'article en donnant les références utiles à sa vérifiabilité et en les liant à la section « Notes et références ».
Pour les articles homonymes, voir Trojan.
Trojan-Tauranac Racing était une écurie de course automobile britannique fondée par Peter Agg et basée à Croydon dans le sud londonien. Après quelques saisons en Formule 5000, Trojan s'engage en Formule 1 en 1974. Trojan a pris le départ de 6 Grands Prix de Formule 1 et a obtenu comme meilleur résultat une 10e place lors des épreuves disputée en Espagne puis en Autriche.

## Historique

### La Formule 5000

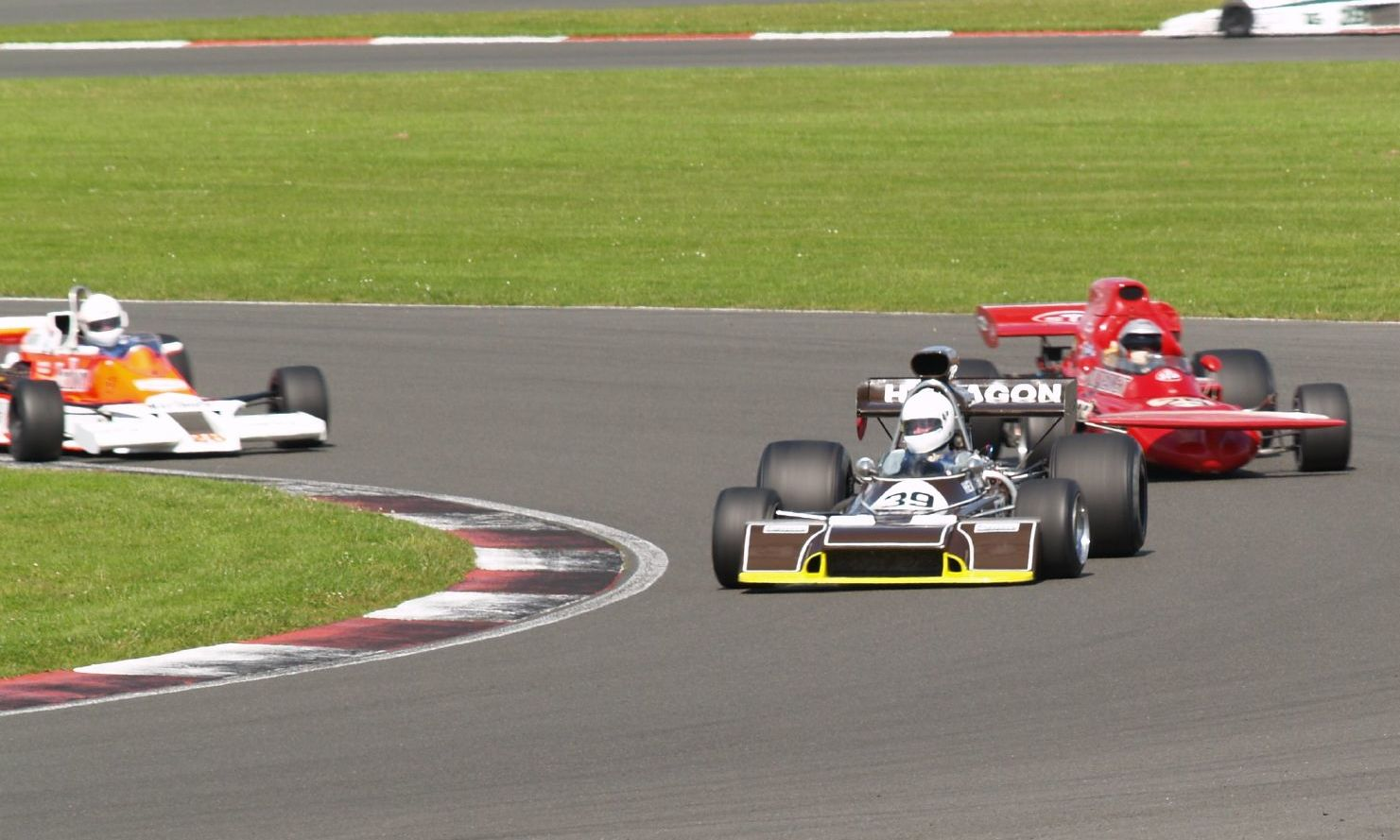
La Trojan T101 de F5000 à l'origine de la T103 de Formule 1

La société Trojan a débuté dans le sport automobile en fabriquant pour le compte de McLaren Racing les châssis des monoplaces M8E de CanAm. Lorsque l'écurie McLaren décide d'abandonner tout engagement en CanAm, le sous-traitant se trouve sans carnet de commande. Peter Agg contacte alors l'ingénieur Ron Tauranac qui vient de quitter Brabham Racing Organisation à la suite du rachat de l'équipe par Bernie Ecclestone, afin qu'il conçoive la première Trojan de Formule 5000, la T101, sur la base d’une McLaren M21. La monoplace est finalisée en mars 1973 et démontre rapidement ses qualités. À son volant, Jody Scheckter remporte le championnat américain tandis qu'en série européenne Bob Evans et Keith Holland réussissent quelques actions d’éclat.

### La Formule 1
En 1974, Tauranac dessine la nouvelle T102 de Formule 5000 à partir de laquelle est déclinée la T103 engagée en championnat du monde de Formule 1. La T103 est une T102 chaussée de pneumatiques Firestone, mûe par un Cosworth 3 litres DFV et recevant une boîte de vitesses Hewland DG300. Sa conception est extrêmement conventionnelle avec une suspension classique, deux entrées d'air jumelles de part et d’autre du museau-aileron avant et une troisième au-dessus du cockpit.
Agg attire quelques commanditaires dont Suzuki-Grande-Bretagne, Homelite, Champion et Ferodo. Afin de compléter le budget, Tauranac suggère à Agg de confier la monoplace à Tim Schenken, un compatriote australien qui a disputé dix Grands Prix en 1971 sur la Brabham BT33 avec laquelle il a inscrit cinq points en championnat, la totalité des points de l'écurie. Schenken apporte quelques subsides financiers nécessaires à l'équipe novice.
La monoplace n'est pas prête pour le début de saison et fait son apparition en Grand Prix lors de la quatrième manche disputée en Espagne sur le circuit de Jarama. Shenken se qualifie en vingt-sixième et dernière position en devançant la Lola de Guy Edwards de seulement 7 centièmes de seconde puis est contraint à l’abandon au soixante-seizième tour à la suite d'un tête-à-queue (il est classé quatorzième à huit tours du vainqueur).

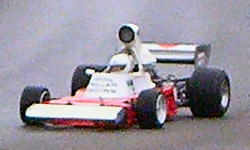
La Trojan T103 de F1

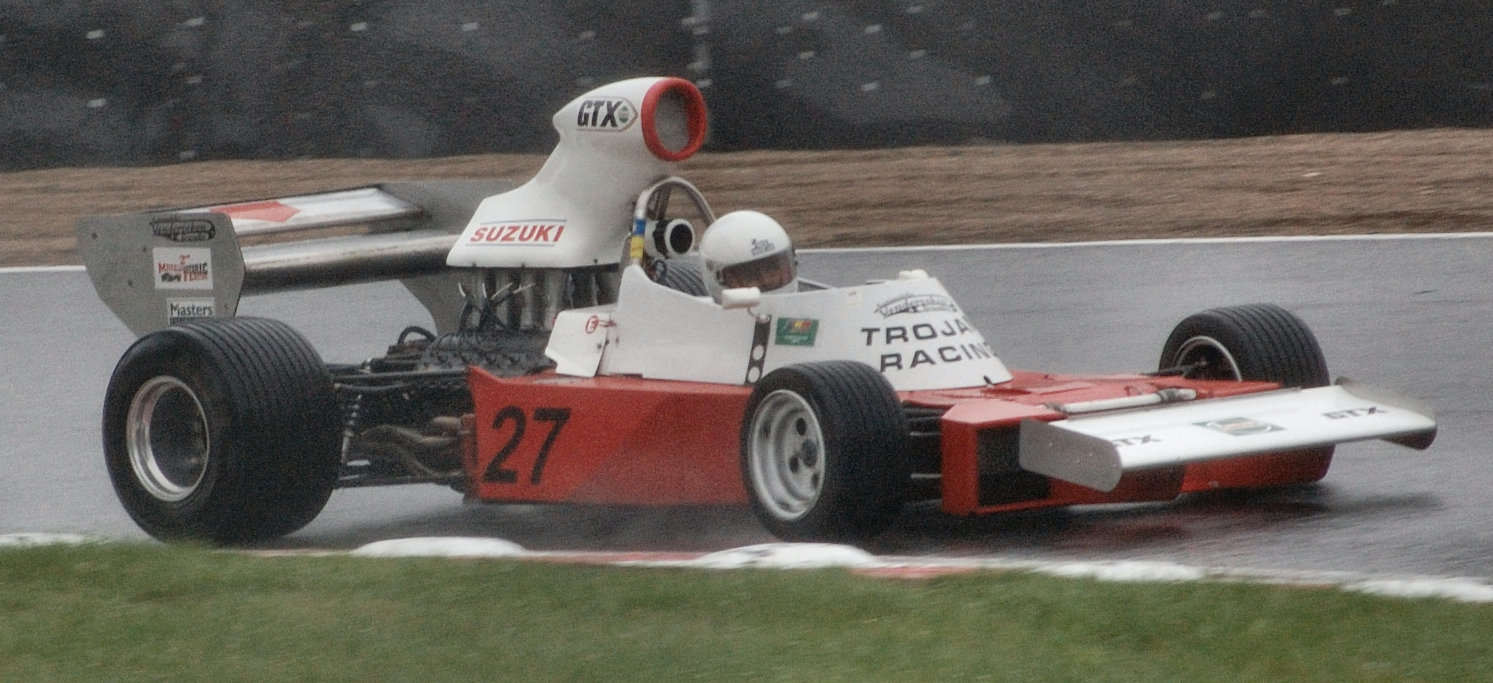
La Trojan T103 à Brands Hatch

Le Grand Prix de Belgique est plus satisfaisant pour la jeune écurie. Schenken fait bonne impression puisqu'il se hisser sur la vingt-troisième place de la grille qui compte trente-et-un partants, juste derrière les Brabham de Rikky von Opel et Carlos Reutemann. Il termine la course dixième place sur dix-huit, à deux tours du vainqueur Emerson Fittipaldi.
À Monaco, les efforts de Schenken pour décrocher sa qualification en fond de grille sont réduits à néant dès les premiers hectomètres de course lorsqu'il est contraint à l'abandon, comme Carlos Pace, Arturo Merzario, Vittorio Brambilla et Brian Redman, à la suite de l'accrochage entre Jean-Pierre Beltoise et Denny Hulme. La Trojan est trop sérieusement touchée pour être alignée lors du Grand Prix suivant disputé en Suède. Ron Tauranac en profite pour reprendre sa planche à dessins et cherche à améliorer les performances de sa monoplace. Il ne réussit pas vraiment son entreprise puisque Shenken ne se qualifie pas pour le Grand Prix des Pays-Bas. Tim Schenken ne réussit en effet que le vingt-sixième temps des essais qualificatifs alors que la grille de départ n’accueille que vingt-cinq partants.
Après un nouveau passage par l'officine de Tauranac et l'impasse sur l'épreuve française, la T103 apparaît avec un nouvel aileron avant de type "pelle à tarte" sans entrée d'air et une nouvelle boîte à air au-dessus du cockpit pour disputer le Grand Prix de Grande-Bretagne. Cette course est très particulière car trente-six pilotes sont engagés pour vingt-cinq places seulement en grille. Tim Schenken obtient la dernière place qualificative, à seulement 2 secondes et 7 dixièmes de la pole position mais abandonne au sixième tour à la suite d'un bris de suspension.
Si la Trojan rate sa qualification en Allemagne, à plus de 28 secondes de la pole position sur la Nordschleife, Shenken se qualifie en dix-neuvième place en Autriche à moins de deux secondes de la pole position du régional de l'étape Niki Lauda. Une course sans relief le mène à la dixième place finale à quatre tours du vainqueur Carlos Reutemann.
Le Grand Prix d’Italie à Monza, qui voit trente-trois pilotes se disputer les vingt-cinq places qualificatives, démontre que, petit à petit, la modeste écurie réalise des performances de plus en plus solides. Schenken se qualifie à la vingtième place à moins de trois secondes de Lauda et à neuf centièmes de seconde de l'ancien champion du monde Denny Hulme. En course les efforts de Schenken, douzième au douzième tour sont à nouveau ruinés par un abandon dès le quinzième tour à la suite d'un problème de boîte de vitesses.
Alors que l'écurie se révèle de plus en plus compétitive et ne semble juste manquer que de fiabilité, Agg, à court de budget, décide de ne pas faire le déplacement sur le continent américain pour disputer les deux dernières épreuves de la saison. Trojan abandonne la compétition automobile tandis que Schenken réoriente sa carrière vers les Sport-prototypes.

## Résultats en championnat du monde de Formule 1
| Saison | Écurie                 | Châssis     | Moteur           | Pneus     | Pilotes      | Grands Prix disputés     | Points inscrits | Classement |
| ------ | ---------------------- | ----------- | ---------------- | --------- | ------------ | ------------------------ | --------------- | ---------- |
| 1974   | Trojan-Tauranac Racing | Trojan T103 | Ford-Cosworth V8 | Firestone | Tim Schenken | 8 (2 non-qualifications) | 0               | Non classé |

| Saison | Écurie                 | Châssis     | Moteur           | Pneumatiques | Pilotes      | Courses | Courses | Courses | Courses | Courses | Courses | Courses | Courses | Courses | Courses | Courses | Courses | Courses | Courses | Courses | Points inscrits | Classement |
| Saison | Écurie                 | Châssis     | Moteur           | Pneumatiques | Pilotes      | 1       | 2       | 3       | 4       | 5       | 6       | 7       | 8       | 9       | 10      | 11      | 12      | 13      | 14      | 15      | Points inscrits | Classement |
| ------ | ---------------------- | ----------- | ---------------- | ------------ | ------------ | ------- | ------- | ------- | ------- | ------- | ------- | ------- | ------- | ------- | ------- | ------- | ------- | ------- | ------- | ------- | --------------- | ---------- |
| 1974   | Trojan-Tauranac Racing | Trojan T103 | Ford-Cosworth V8 | Firestone    |              | ARG     | BRÉ     | AFS     | ESP     | BEL     | MON     | SUÈ     | P-B     | FRA     | GBR     | ALL     | AUT     | ITA     | CAN     | USA     | 0               | Non classé |
| 1974   | Trojan-Tauranac Racing | Trojan T103 | Ford-Cosworth V8 | Firestone    | Tim Schenken |         |         |         | 14e     | 10e     | Abd     |         | Nq      |         | Abd     | Nq      | 10e     | Abd     |         |         | 0               | Non classé |

Légende : ici